# 依巴谷星表
依巴谷星表和第谷星表（Tycho-1）是歐洲太空總署的依巴谷衛星成果的主要產物。這顆衛星在1989年11月至1993的3月的四年任務中，傳回了許多高精度的科學數據。
依巴谷星表至少列出了118,000顆天體測量學上精確度在千分之一弧秒恆星，而第谷星表 列出的則略微超過1,050,000顆恆星。
這份星表包含很大數量的高精密度天體位置和測光數據。另外伴生的附錄是變星、雙星和聚星的特性數據，和太陽系的天文測量和測光數據。主要的部分提供了可以印製和以機器閱讀的版本。
全球性的數據分析，需要處理1,000兆比特未經加工的衛星原始數據，這是一件複雜且需要漫長時間的工作，由NDAC和先進科學和技術基金會承擔，共同製做出依巴谷目錄。第四個參與合作的科學機構是INCA，負責撰寫依巴谷衛星的觀測程式和編譯成最佳化的數據選擇，在發射前就先安置在衛星的輸出目錄中。依巴谷和第谷星表的成果使歐洲太空總署等四個團體的繁雜工作得到形式上的正式結束。

## 外部連結
- The Hipparcos Space Astrometry Mission （页面存档备份，存于）
- European Space Agency Portal （页面存档备份，存于）